# 다케이 다쿠야
다케이 다쿠야(일본어: 武井 択也, 1986년 1월 25일 ~ )는 일본의 전 축구 선수이다.

## 구단 경력
그는 2008년부터 2017년까지 J리그의 감바 오사카, 베갈타 센다이, 마쓰모토 야마가 FC에서 활동하였다.